# Carlo Gaetano Stampa

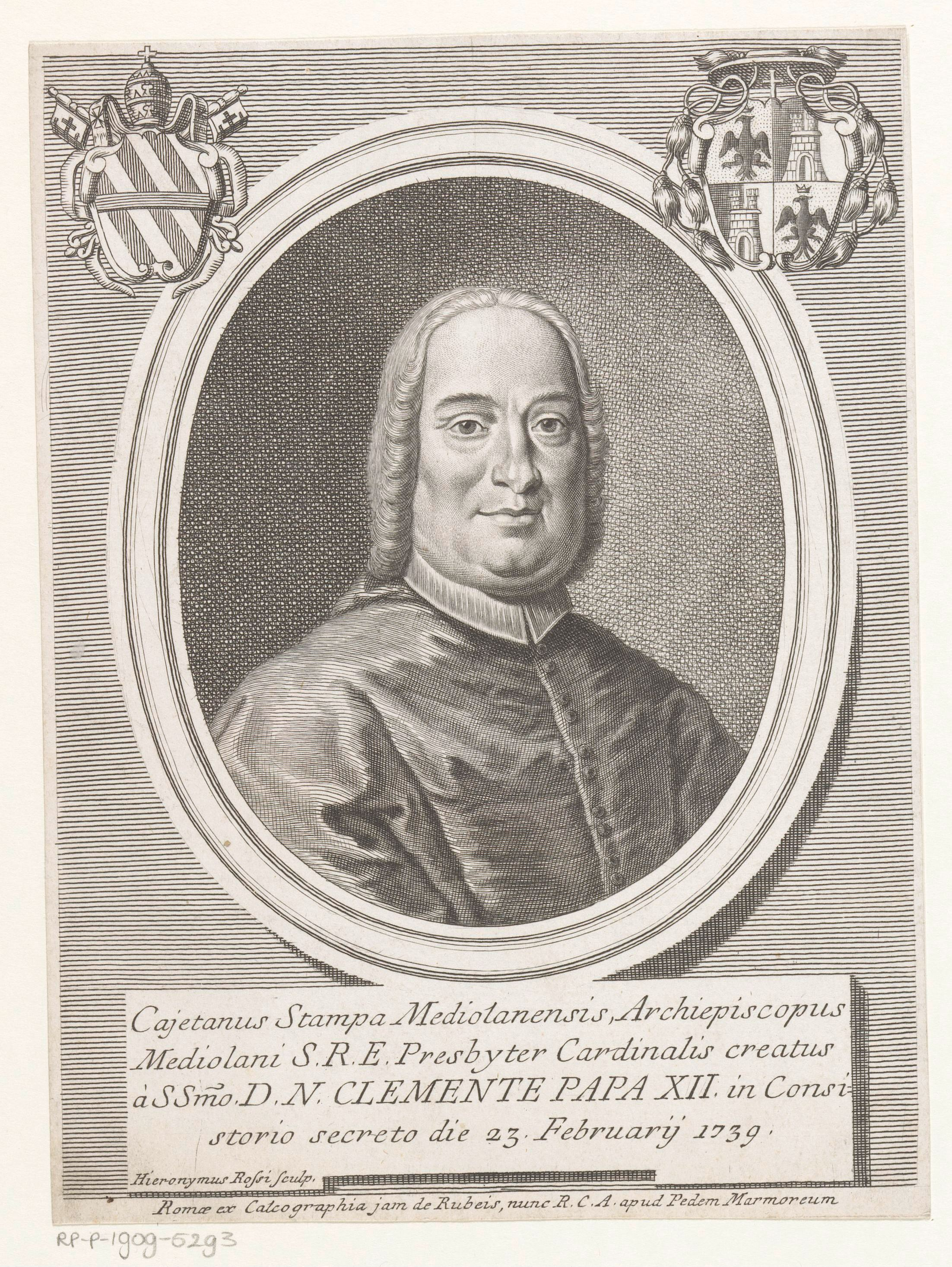
Carlo Kardinal Stampa

Kardinalswappen

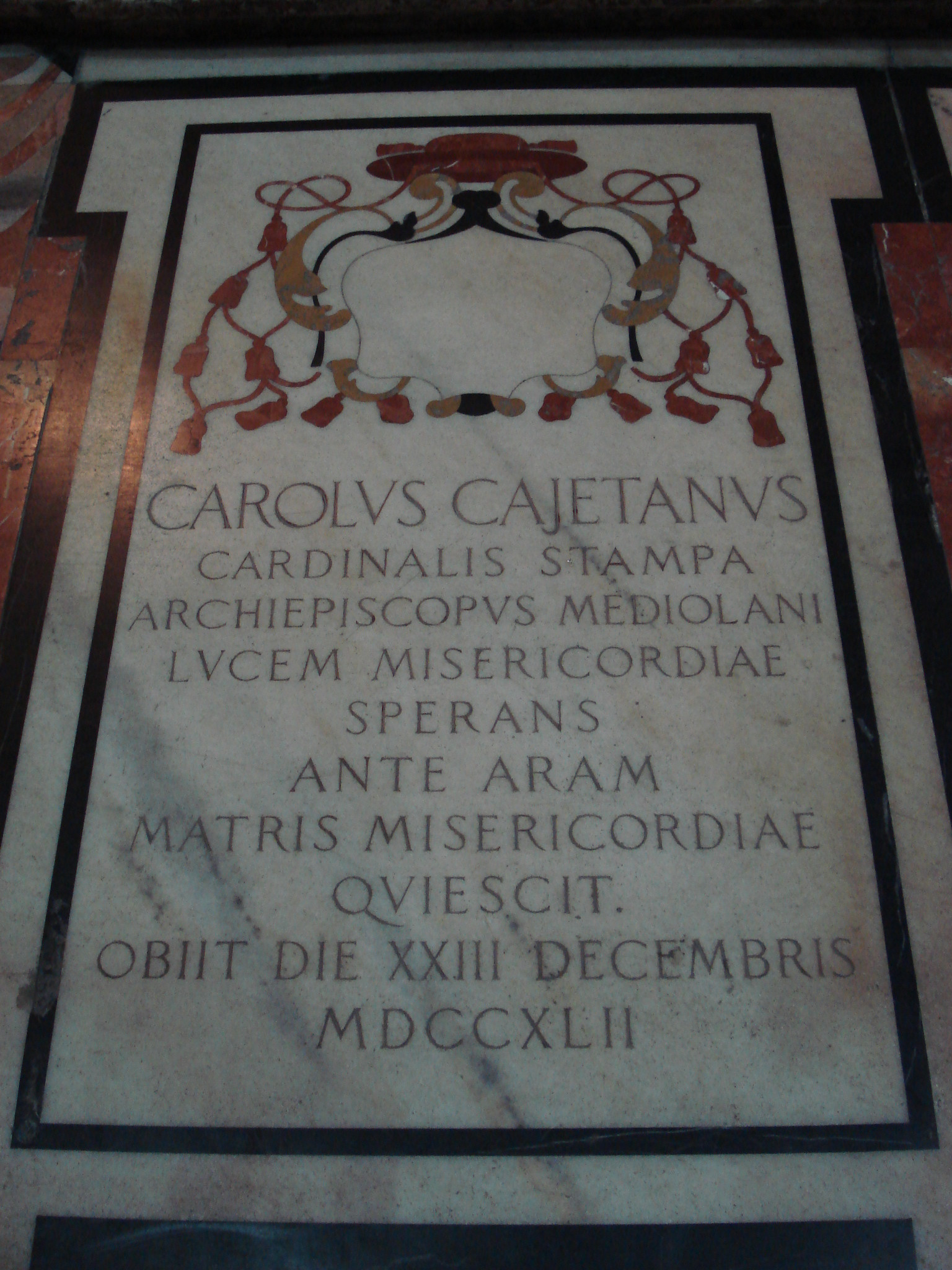
Grab des Kardinals im Mailänder Dom

Carlo Gaetano Stampa (* 1. November 1667 in Mailand; † 23. Dezember 1742 ebenda) war Erzbischof von Mailand und Kardinal der Römischen Kirche.

## Leben

### Frühe Jahre
Stampa, aus einer Mailänder Patrizierfamilie stammend, wurde als Zwölfjähriger nach Rom geschickt, um im dortigen Seminar Philosophie und Theologie zu studieren. Danach studierte er bis 1698 Rechtswissenschaften in Pavia. 1703 wurde er Kammerdiener von Papst Clemens XI. und zwei Jahre später Referent am Gerichtshof der Apostolischen Signatur. Nach drei Jahren als Vizelegat in der Romagna wurde er 1709 Gouverneur von Spoleto. Als Gouverneur von Ancona gelang es Stampa 1714, die Stadt von Piraten zu befreien. 1716 wurde er Inquisitor auf Malta, ohne dieses Amt jemals wahrgenommen zu haben.

### Bischof und Nuntius
Nachdem Stampa am 31. Oktober 1717 mit 50 Jahren die Priesterweihe empfing, wurde er zwei Monate später zum Titularerzbischof von Chalcedon ernannt. Die Bischofsweihe spendete ihm am 23. Januar 1718 Kardinal Ferdinando D’Adda; Mitkonsekratoren waren die Kurienerzbischöfe Vincenzo Petra und Pietro Luigi Carafa. Von 1718 bis 1720 war er Nuntius in Florenz, ehe er für fünfzehn Jahre in derselben Tätigkeit nach Venedig ging. Nach seiner Rückkehr nach Rom wurde Stampa Sekretär der Kongregation für die Bischöfe und Regularen.

### Erzbischof von Mailand und Kardinal
Im Mai 1737 kehrte er schließlich als Erzbischof in seine Heimatstadt Mailand zurück. Nach seiner Kardinalskreierung am 23. Februar 1739 hielt er triumphalen Einzug in Mailand. Anwesend waren viele hochrangige Gäste, so zum Beispiel Franz II., Großherzog der Toskana und später Kaiser Franz I., Kaiserin Maria Theresia und der Mönch Lorenzo Ganganelli, der spätere Papst Clemens XIV. Er nahm auch am Konklave von 1740 teil, das Benedikt XIV. zum Papst wählte.

### Tod
Obwohl er 75 Jahre alt war, starb Carlo Gaetano Stampa plötzlich und unerwartet. Seine sterblichen Überreste befinden sich im Mailänder Dom, sein Herz in Pavia.